# Helen Page Camp
Helen Page Camp (27 de diciembre de 1930 - 1 de agosto de 1991) fue una actriz estadounidense.
Camp nació en Washington. Comenzó como Lucy en el programa Here Comes the Brides en 1968. Luego, hizo apariciones en The Wild Wild West y en All in the Family. En 1971, estuvo en la película Cold Turkey como Mrs. Watson. A principios de 1976, Helen fue elegida en la serie Laverne & Shirley como Mrs. Havenwurst. Quizás es más conocida por su papel como Margaret Furth en The Fresh Prince of Bel-Air. Murió en 1991 por causas desconocidas.